# Kalkulacija
Kalkulacija je knjigovodstvena isprava koja dokumentuje postupak formiranja prodajne cene robe kao i evidenciju ulaza robe u magacin privrednog društva.  Drugim rečima, kalkulacija kao dokument jeste u suštini spisak kalkulacija cene niza artikala koji su određenog dana nabavljeni od određenog dobavljača.
Kalkulacija cene jednog artikla je postupak koji dovodi do prodajne cene tog artikla. Kalkulacija cene jednog artikla se obično vrši po sledećoj formuli:
nabavna cena artikla + troškovi nabavke artikla + trgovačka marža + PDV = prodajna cena artikla
Uprošćeno rečeno, ako kalkulaciju kao dokument posmatramo kao spisak kalkulacija cene niza artikala koji su nabavljeni određenog dana od određenog dobavljača onda možemo da kažemo da se taj spisak sastoji od naziva nabavljenog artikla, nabavne cene, količine koja je nabavljena, trgovačke marže, prodajne cene i drugih podataka.

## Podaci koji se nalaze na kalkulaciji
Kalkulacija se sastoji od sledećih podataka:
1. Datum kalkulacije
2. Dobavljač od koga je roba nabavljena
3. Broj kalkulacije
4. Troškovi po kalkulaciji do granice (npr. troškovi prevoza koji su plaćeni prevozniku iz inostranstva). Ovaj podatak evidentira se samo za robu koja je nabavljena na inostranom tržištu.
5. Troškovi po kalkulaciji od granice (npr. troškovi prevoza koji su plaćeni domaćem prevozniku)
6. Carinski kurs. Ovaj podatak evidentira se samo za robu koja je nabavljena na inostranom tržištu.
7. Srednji kurs. Ovaj podatak evidentira se samo za robu koja je nabavljena na inostranom tržištu.
8. Spisak artikala koji ulaze u magacin. Za svaki artikal evidentiraju se sledeći podaci:

- Naziv artikla
- Nabavna cena (u stranoj valuti). Ovaj podatak evidentira se samo u slučaju da je roba nabavljena u inostranstvu
- Nabavna cena (u domaćoj valuti)
- Količina
- Nabavna vrednost (u stranoj valuti) . Ovaj podatak evidentira se samo u slučaju da je roba nabavljena u inostranstvu
- Nabavna vrednost (u domaćoj valuti)
- Rabat koji je odobren od strane dobavljača
- Cena posle rabata
- Vrednost posle rabata
- Preračunati troškovi po artiklu – ovaj podatak dobija se po sledećoj formuli:  količina * (ukupni troškovi nabavke robe (npr. prevoz sve robe) / ukupna količina nabavljenih artikala na kalkulaciji)
- Carinska stopa. Ovaj podatak evidentira se samo u slučaju da je roba nabavljena u inostranstvu
- Carina. Ovaj podatak evidentira se samo u slučaju da je roba nabavljena u inostranstvu
- Akciza. Ovaj podatak evidentira se samo za akciznu robu.
- Bruto nabavna cena u stranoj valuti . Ovaj podatak se evidentira samo u slučaju da je roba nabavljena u inostranstvu i dobija se po formuli: nabavna cena + preračunati troškovi po artiklu + carina + akciza
- Bruto nabavna cena u domaćoj valuti. Ovaj podatak dobija se po sledećoj formuli: nabavna cena + preračunati troškovi po artiklu + carina + akciza
- Bruto nabavna vrednost u stranoj valuti (bruto nabavna cena * količina). Ovaj podatak se evidentira samo u slučaju da je roba nabavljena u inostranstvu
- Bruto nabavna vrednost u domaćoj valuti (bruto nabavna cena * količina)
- Trgovačka marža
- Prodajna cena bez PDV
- PDV
- Prodajna cena
- Prodajna vrednost

## Vrste kalkulacija
Kalkulaciju možemo da svrstamo u tri grupe koje se razlikuju podacima koji se na njima nalaze:
- kalkulacije kojima se evidentira nabavka robe iz inostranstva
- kalkulacije kojima se evidentira ulaz robe nabavljene na domaćem tržištu
- interne kalkulacije kojima se evidentira prenos robe u okviru istog pravnog lica

## Literatura
- Pravilnik o evidenciji robe i usluga
- Pravilnik o poslovnim knjigama i iskazivanju finansijskog rezultata po sistemu prostog knjigovodstva ("Sl. glasnik RS", br. 140/2004)

## Spoljašnje veze
- Privredna komora Srbije
- Službeni glasnik